# Leonzio II di Gerusalemme
Leonzio II di Gerusalemme (in greco Λεόντιος Β΄ Ιεροσολύμων, Leontios; Tiberiopoli, ... – 1190) è stato il patriarca di Gerusalemme tra il 1170 e il 1190, venerato come santo dalla Chiesa ortodossa.

## Biografia
Nacque a Tiberiopoli (Stromnitsa) in Macedonia, sul confine balcanico dell'impero.
Fu tonsurato come monaco a Costantinopoli, dove visse finché non viaggiò verso Patmo, Cipro e Creta. Diventò egumeno del Monastero di San Giovanni, a Patmo. Fu eletto patriarca di Gerusalemme nel 1170, succedendo a Niceforo II, e morì nel 1190.

## Culto ed eredità
La Chiesa ortodossa lo commemora il 14 maggio. Fu noto come caratterizzato da moralità e virtù. Scrisse 14 capitoli dogmatici sulla Santissima Trinità. A Stromnitsa, nel villaggio di Vodotsa, si trova il monastero di Agios Leontios con l'omonima chiesa.

## Cronologia
La cronotassi ufficiale riporta il 1170 e il 1190 come i confini temporali del suo mandato. Secondo Nicodemo del Monte Athos, sarebbe morto nel 1175; secondo Gregorio Palamas e Teodoro, monaco di Costantinopoli, avrebbe regnato invece dal 1223 al 1261.